# Futbol'nyj Klub Šachtar Donec'k
Il Futbol'nyj Кlub Šachtar Donec'k (in ucraino Футбольний Kлуб Шахтар?), noto semplicemente come Šachtàr Donèc'k (traslitterazione anglosassone: Shakhtar Donetsk), è una società calcistica ucraina di Donec'k.
Fondato il 24 maggio 1936 come Stachànovec, si aggiudicò 4 Coppe e una Supercoppa dell'URSS prima del 1991 e, dopo l'indipendenza ucraina, 15 campionati, 15 Coppe e 9 Supercoppe d'Ucraina. È stata la prima squadra ucraina a vincere una competizione europea per club, la Coppa UEFA 2008-2009; la sua connazionale Dinamo Kiev vinse due Coppe delle Coppe, nel 1975 e 1986, in rappresentanza dell'URSS.
Il termine Šachtàr in ucraino significa "minatore": infatti, il club è legato all'area industrializzata del bacino carbonifero del Donec.
Tale area, nota anche come Donbàss, da cui il nome dello stadio interno Donbàss Arèna, è teatro di una guerra in corso dal 2014, ragion per cui lo Šachtar è costretto a disputare altrove le gare interne: dapprima all'Arena L'viv di Leopoli tra il 2014 e il 2017, poi allo stadio Metalìst di Chàrkiv dal 2017 al 2020 e da allora allo stadio Olimpico di Kiev, città che ospita anche la sede del club.

## Storia
Le origini del club risalgono a settembre 1911, quando nacque l'associazione sportiva Juzovka, divenuta negli anni venti Club di Lenin. Il club è soprannominato la "squadra dei minatori", da šachtàr, che significa, appunto, "minatore".
Il club fu fondato nel maggio 1936 e inizialmente si chiamava Stachànovec in onore di Aleksèj Grigòr'evič Stachànov, il leggendario minatore del bacino del Donec, la cui estrema dedizione al lavoro divenne proverbiale. La prima squadra era formata da due squadre locali che partecipavano entrambe alle Spartachiadi: Dynàmo Hòrlivka e Stàlino.

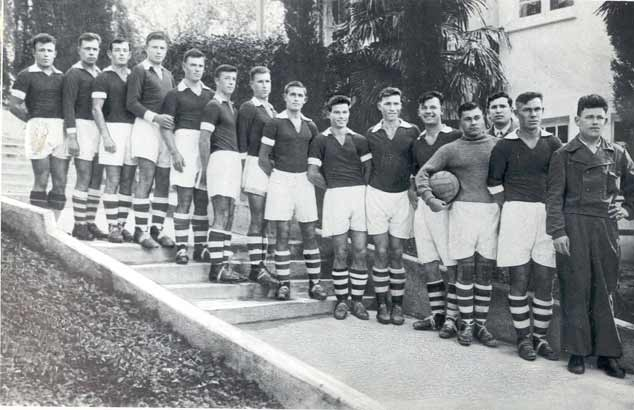
Lo Šachtar, allora Stachanovec, nel 1937

Dagli anni sessanta lo Šachtar dell'allenatore Oleg Ošenkov fu tre volte finalista della Coppa dell'URSS, che vinse nel 1961 e nel 1962. Fu soprannominato "la squadra della coppa" per i successi mietuti ogni anno nel cammino verso la finale, anche se i traguardi più importanti li avrebbe raggiunti tra la metà degli anni Settanta e i primi anni Ottanta.
Nel 1975 lo Šachtar arrivò secondo nel campionato sovietico, ottenendo così il diritto a rappresentare l'Unione Sovietica nelle coppe europee. Nel 1978 si classificò terzo nel campionato sovietico e un anno più tardi salì nuovamente al secondo gradino della graduatoria. Il capitano e attaccante Vitàlij Starùchin fu eletto miglior giocatore del campionato sovietico e si laureò capocannoniere con 26 gol segnati.
Lo Šachtar portò per due volte la Coppa dell'URSS in riva al Donec, nel 1980 e nel 1983, anno in cui vinse anche la Supercoppa dell'URSS battendo i campioni in carica del Dnipro Dnipropetrovs'k.

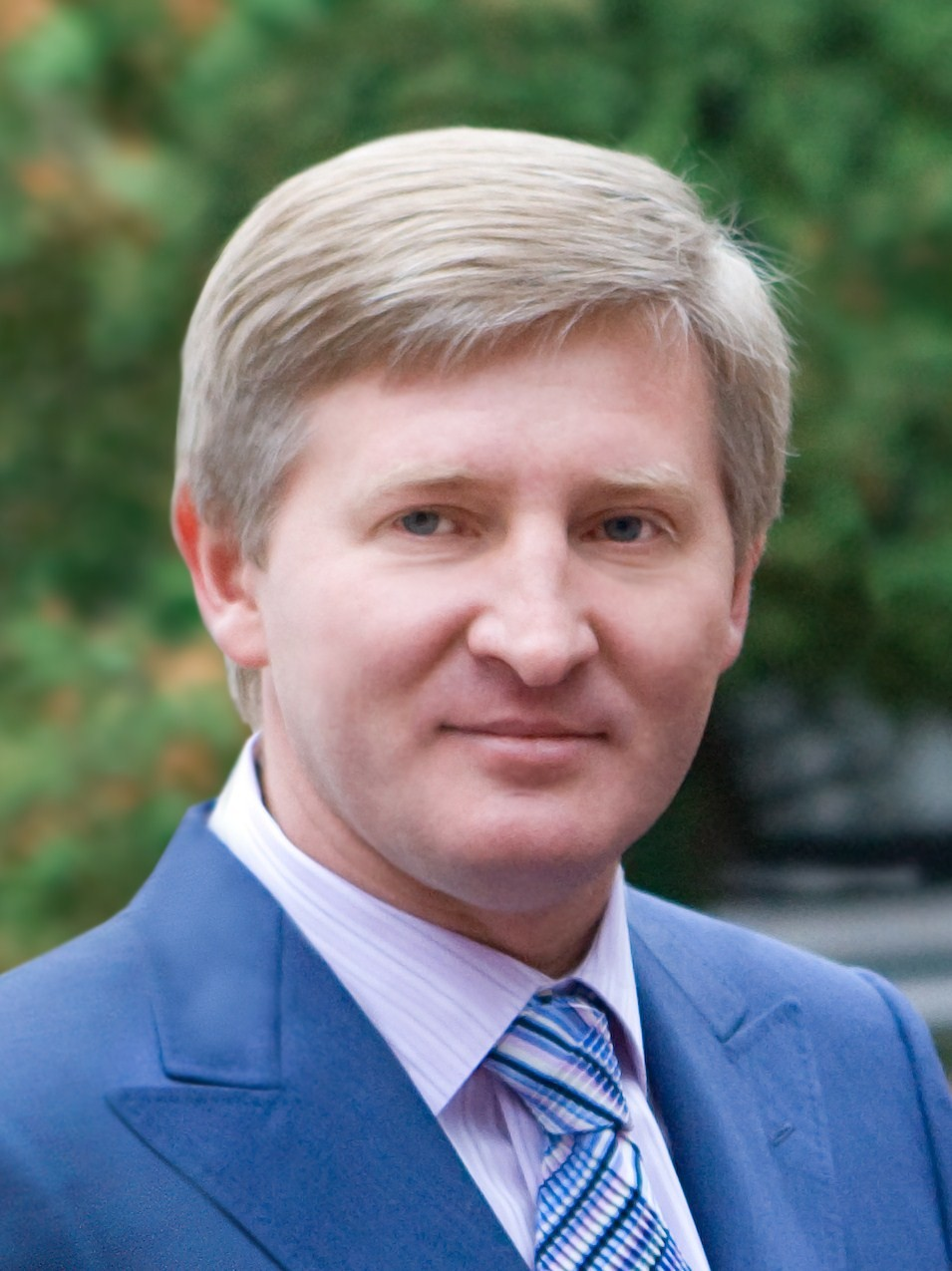
Rinat Achmetov

A partire dagli anni Novanta, con la nascita del campionato ucraino, lo Šachtar insidiò la leadership della Dinamo Kiev in ambito nazionale. Vice-campioni d'Ucraina nel 1993-1994 sotto la guida di Valèrij Jarèmčenko, nel 1994-1995 gli arancioneri vinsero la coppa nazionale, mentre nel 1995-1996 vissero una travagliata annata, segnata dall'assassinio del presidente Achàt' Bràhin, controverso uomo d'affari molto noto nel Donbàss. Un anno dopo, l'11 ottobre 1996, il magnate Rinàt Achmètov rilevò la squadra diventandone il presidente. In pochi anni realizzò corposi investimenti volti a migliorare le infrastrutture sportive e ad allestire una squadra competitiva anche nel palcoscenico continentale. Dall'avvento di Achmetov hanno vestito la maglia dello Šachtar giocatori di valore internazionale, affermatisi anche in altri club europei.
Da quel momento lo Šachtar inanellò cinque piazzamenti al secondo posto in campionato, dal 1996-1997 al 2000-2001, sempre alle spalle della Dinamo Kiev. Nei primi anni 2000 il club iniziò ad arricchirsi di calciatori stranieri e nel 2000-2001 riuscì a qualificarsi alla fase a gironi di UEFA Champions League, dove chiuse al terzo posto nel proprio raggruppamento. Nella stagione 2001-2002, sotto la guida tecnica di Nevio Scala, primo straniero a guidare lo Šachtar, i minatori si aggiudicarono per la prima volta il campionato ucraino, abbinandolo al successo nella coppa nazionale, centrando il primo double nella storia del club.

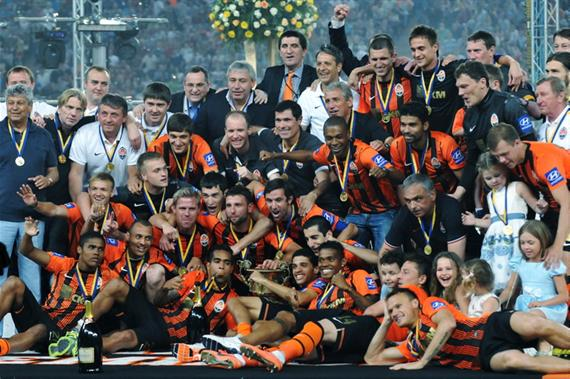
Giocatori dello Šachtar in festa per la vittoria del campionato ucraino 2012-2013

Dal maggio del 2004, sotto la guida del romeno Mircea Lucescu, la squadra di Donec'k tornò a dominare la scena nazionale, vincendo tre campionati in quattro anni e il primo trofeo internazionale della propria storia, la Coppa UEFA, nel 2008-2009, sconfiggendo in finale il Werder Brema per 2-1 dopo i tempi supplementari allo stadio Şükrü Saraçoğlu di Istanbul. Sconfitto in Supercoppa europea dal Barcellona, lo Šachtar rivinse il campionato nel 2009-2010 e un altro double campionato-coppa nazionale nel 2010-2011, annata in cui raggiunse i quarti di finale di UEFA Champions League dopo aver vinto il girone di prima fase. 
Negli anni successivi i "minatori" colsero altri tre successi in campionato, portando a cinque i titoli vinti consecutivamente, oltre ad aggiudicarsi varie volte la coppa e la supercoppa nazionale.
A causa dei conflitti armati che da maggio 2014 interessano l'Ucraina e l'autoproclamata Repubblica Popolare di Donèc'k, dall'estate 2014 la squadra ha giocato i match casalinghi a Leopoli e dalle stagioni successive a Chàrkiv, per via delle ribellioni autonomiste filorusse nell'est dell'Ucraina, che hanno danneggiato anche la Donbas Arena nell'agosto 2014. Nel 2015-2016 la squadra, eliminata dalla UEFA Champions League, proseguì il cammino europeo in Europa League, dove arrivò in semifinale. La vittoria del mese successivo nella finale di coppa nazionale coincise con l'ultima partita come allenatore dello Šachtar per Mircea Lucescu, che lasciò la panchina della squadra di Donec'k dopo aver vinto 22 trofei in 12 anni.
Al tecnico rumeno succedette il portoghese Paulo Fonseca, che esordì vincendo la supercoppa nazionale e vinse tre campionati e tre coppe nazionali nelle successive tre stagioni, centrando dunque tre double consecutivi. Nel 2019 a Fonseca subentrò il suo connazionale Luís Castro, che in un biennio si aggiudicò un titolo nazionale e condusse la squadra alle semifinali di Europa League. Vari tecnici si alternarono poi sulla panchina del club, che vinse la Supercoppa d'Ucraina 2021, il campionato nel 2022-2023 e campionato e coppa nazionale nel 2023-2024.

## Colori e simboli

### Colori

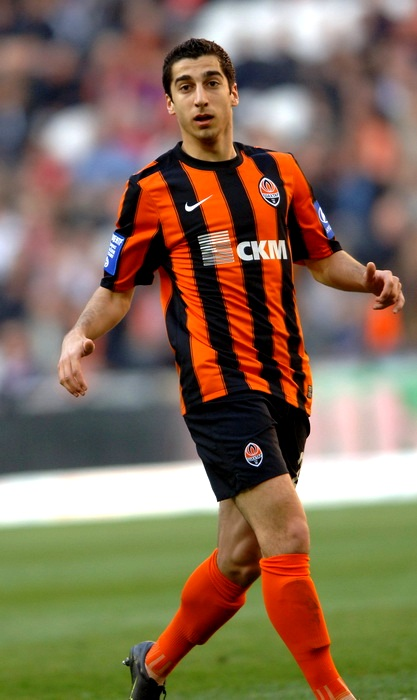
Henrikh Mkhitaryan con la maglia dello Šachtar nel 2011

I colori odierni del club, arancione acceso e nero, non sono tali da sempre. In origine, ricalcando anche la colorazione del logo, lo Stachanovec' vestiva una maglia azzurra con bordatura rossa e calzettoni bianchi. Anche il primo Šachtar continuò con l'azzurro, abbandonando il rosso e optando per il blu come colore di contrasto; occasionalmente sul petto si inseriva una V bianca. Solo negli anni Sessanta si scelse definitivamente l'attuale colorazione.
In genere lo Šachtar gioca in maglia arancione con pantaloncini neri e calzettoni arancioni. La divisa classica negli anni Sessanta era semplice, in alcune annate con maniche nere. Negli stessi anni fu adottata una divisa a bande verticali, che divenne iconica. 
Più di recente il fornitore di turno, attualmente Nike, ha spesso oscillato tra l'una e l'altra scelta di stile.

### Simboli ufficiali

#### Stemma

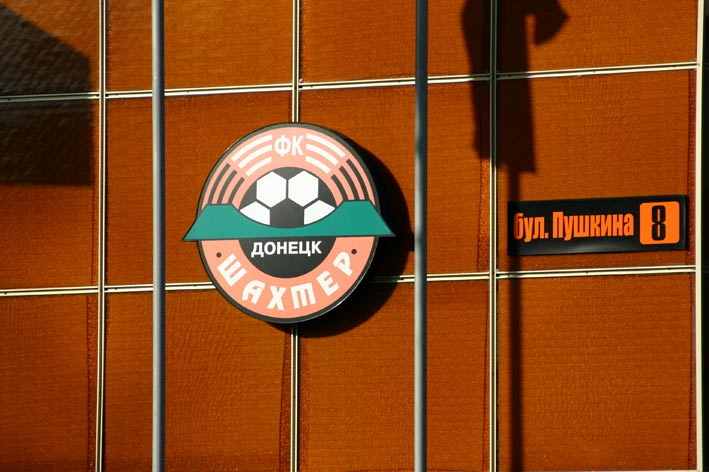
Il simbolo sociale usato fino al 2008 riprodotto sul muro esterno di un centro informativo del club

Il primo simbolo fu disegnato nel 1936 e consisteva in un esagono blu con una 'Š' rossa al centro, alla quale si sovrapponeva un martello pneumatico. Nel 1946, quando il club cambiò nome, il logo cambiò in bianco e nero con la semplice aggiunta del denominativo sociale. A metà degli anni Sessanta fu scelto un iconico simbolo che durò a lungo con due martelli incrociati inseriti in un cerchio con la scritta Šachtar Donec'k'. Nello stesso periodo quel simbolo cominciò ad apparire sulle divise e vi rimase almeno fino agli anni Novanta, salvo qualche eccezione. Il nome era spesso inserito in russo, così come per tutte le altre partecipanti della competizione sovietica.
Nel 1989 l'artista Vìktor Savìlov, sull'onda di una ventata di rinnovamento all'interno del club, offrì una variante inserendo un pallone e un campo da gioco stilizzato. Fu aggiunto alla divisa, leggermente modificato, nel 1997.
Nel 2007, durante la presentazione del nuovo stadio, fu mostrato anche il nuovo simbolo creato dalla società italiana Interbrand. Per la prima volta dopo 30 anni riapparvero i martelli incrociati, simbolo storico del club.

#### Mascotte
La mascotte Minatore (minatori è il soprannome del club) intrattiene il pubblico durante le partite di casa.

## Strutture

### Stadio

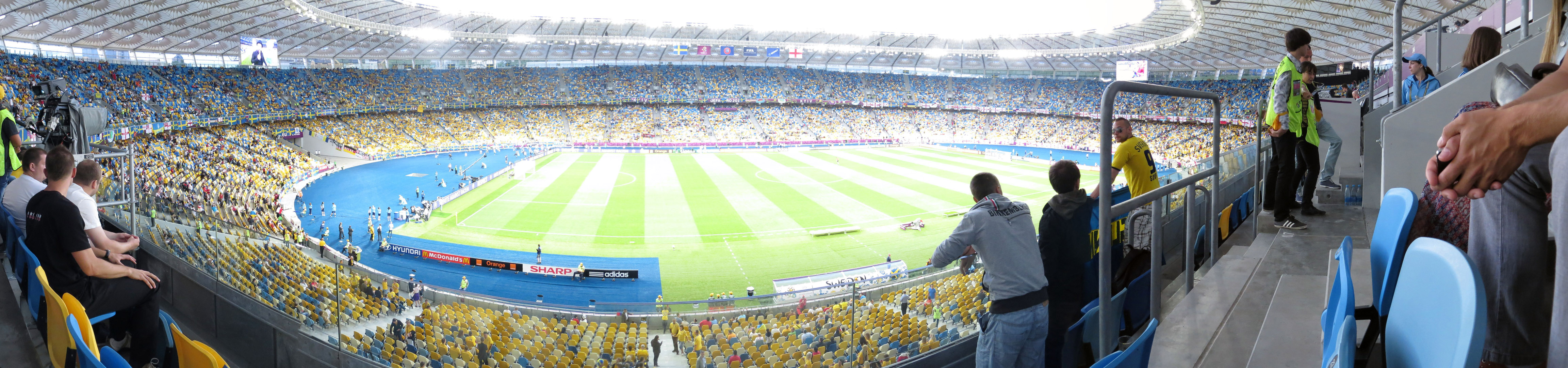
Veduta panoramica dello stadio Olimpico di Kiev, che dal 2020 ospita le partite interne dello Šachtar.

In passato lo stadio del club era lo stadio Šachtàr, che oggi è sede degli incontri del Metalùrh Donec'k e della squadra B. L'impianto di casa del club, la Donbas Arena, inaugurata il 29 agosto 2009, ha una capacità di 50 149 posti a sedere ed è nel novero dei 25 stadi che hanno ricevuto 5 stelle dalla UEFA.
Nell'agosto 2014, a causa della guerra dell'Ucraina orientale con combattimenti tra filorussi e forze governative ucraine nella città di Donec'k, lo stadio ha subito gravi danni alla facciata nord-ovest e alle strutture in seguito a due esplosioni di bombe. Per la sicurezza e incolumità dei giocatori, già a luglio il tecnico Mircea Lucescu aveva fatto trasferire la squadra nella città occidentale di Leopoli, in attesa di un ritorno alla normalità nell'est dell'Ucraina. La squadra ha giocato l'intera stagione 2014-2015, comprese le gare casalinghe di UEFA Champions League, all'Arena L'viv.
Dalla seconda metà della stagione 2016-2017 al marzo del 2020, la squadra ha giocato le partite interne allo stadio Metalist di Charkiv. Dall'estate successiva gioca allo stadio Olimpico di Kiev.

## Società

### Sponsor
| Abbigliamento tecnico - Adidas (1992-2008) - Nike (2008-2021) - Puma (2021-) | Sponsor ufficiale - Carlsberg (1992-1998) - DCC (1998-2005) - life:) (2002-2006) - System Capital Management (2006-2019) - Pari-Match (2019-) |

## Allenatori e presidenti

### Allenatori
| Allenatori - 1936-1937 Nikolaj Naumov - 1938 Vasilij Borisenko Grigorij Archangelskij - 1939-1941 Abram Dangulov - 1944-1945 Nikolaj Kuznecov - 1946-1948 Aleksej Kostylev - 1949 Georgij Mazanov - 1949-1951 Viktor Novikov - 1952 Konstantin Kvašnin - 1952-1956 Aleksandr Ponomarëv - 1956-1957 Vasilij Ėrmilov - 1958 Abram Dangulov - 1959 Viktor Novikov - 1959-1960 Konstantyn Šegodskij - 1960-1969 Oleg Ošenkov - 1969-1970 Jurij Vojnov - 1970-1971 Artem Faljan 1971 Jurij Zacharov - 1971-1972 Nikolaj Morozov - 1972-1973 Oleh Bazylevyč - 1974 Jurij Zacharov - 1974-1978 Vladimir Sal'kov - 1979-1985 Viktor Nosov - 1986 Oleh Bazylevyč - 1987-1989 Anatolij Kon'kov - 1989-1994 / Valerij Jaremčenko - 1995 Vladimir Sal'kov - 1995-1996 Valerij Rudakov - 1996-1998 Valerij Jaremčenko - 1998-1999 Valerij Jaremčenko (1 lug. - 30 mar.) Anatolij Byšovec (1 apr. - 31 giu.) - 1999-2000 Anatolij Byšovec (1 lug. - set.) Oleksij Drozdenko (set. - 29 nov.) Viktor Prokopenko (30 nov. - 31 giu.) - 2000-2001 Viktor Prokopenko - 2001-2002 Viktor Prokopenko (1 lug. - 12 ott.) Valerij Jaremčenko (12 ott. - 31 dic.) Nevio Scala (1 gen. - 31 giu.) - 2002-2003 Nevio Scala (1 lug. - 18 set.) Valerij Jaremčenko (18 set. - 31 giu.) - 2003-2004 Bernd Schuster (1 lug. - mag.) Viktor Prokopenko (mag.) - 2004-2016 Mircea Lucescu - 2016-2019 Paulo Fonseca - 2019-2021 Luís Castro - 2021-2022 Roberto De Zerbi - 2022-2023 Igor Jovićević - 2023-2024 Patrick van Leeuwen (3 lug. - 16 ott.) Darijo Srna (16 ott. - 23 ott.) Marino Pušić (23 ott.- 31 giu.) - 2024-2025 Marino Pušić - 2025-oggi Arda Turan |

### Presidenti
| Presidenti - 1989-1994 Ivan Hajvorons'kyj - 1992–1995 Achat' Brahin - 1996-oggi Rinat Achmetov |

## Calciatori

### Vincitori di titoli
Campioni del Sudamerica
- Elano (Venezuela 2007)

## Palmarès

### Competizioni nazionali
- Campionato ucraino: 15

2001-2002, 2004-2005, 2005-2006, 2007-2008, 2009-2010, 2010-2011, 2011-2012, 2012-2013, 2013-2014, 2016-2017, 2017-2018, 2018-2019, 2019-2020, 2022-2023, 2023-2024
- Coppa d'Ucraina: 15  (record)

1994-1995, 1996-1997, 2000-2001, 2001-2002, 2003-2004, 2007-2008, 2010-2011, 2011-2012, 2012-2013, 2015-2016, 2016-2017, 2017-2018, 2018-2019, 2023-2024, 2024-2025
- Supercoppa d'Ucraina: 9  (record condiviso con la Dinamo Kiev)

2005, 2008, 2010, 2012, 2013, 2014, 2015, 2017, 2021
- Coppa sovietica: 4

1961, 1962, 1980, 1983
- Supercoppa dell'Unione Sovietica: 1

1984
- Pervaja Liga: 2

1953 (Girone 3), 1954

### Competizioni internazionali
- Coppa UEFA: 1  (record ucraino)

2008-2009
- Uhrencup: 1

2009

### Altri piazzamenti
- UEFA Youth League:

Finalista: 2014-2015

## Statistiche e record

### Partecipazione ai campionati e ai tornei internazionali

#### Campionati nazionali
Dalla dissoluzione dell'Unione Sovietica il club ha sempre militato nella massima divisione ucraina, ma in precedenza ha disputato anche dieci stagioni nella seconda divisione del campionato sovietico di calcio. Da quando partecipa al campionato ucraino lo Šachtar, al pari della Dinamo Kiev, ha sempre militato nella massima divisione. È la squadra con più vittorie nella Coppa e nella Supercoppa d'Ucraina.
Dalla nascita alla stagione 2024-2025 compresa il club ha ottenuto le seguenti partecipazioni ai campionati nazionali:
| Livello | Categoria                                            | Partecipazioni | Debutto          | Ultima stagione | Totale |
| ------- | ---------------------------------------------------- | -------------- | ---------------- | --------------- | ------ |
| 1º      | Pervaja Gruppa/Klass A/Pervaja Gruppa A/Vysšaja Liga | 44             | 1938             | 1991            | 78     |
| 1º      | Vyšča Liha/Prem"jer-liha                             | 34             | 1992             | 2024-2025       | 78     |
| 2º      | Gruppa V/Klass B/Pervaya Liga                        | 10             | 1936 (primavera) | 1972            | 10     |

#### Tornei internazionali
Il miglior risultato ottenuto è naturalmente la vittoria della Coppa UEFA 2008-2009: dopo aver avuto la meglio anche sulla Dinamo Kiev il club giunge alla finale, che viene giocata nello Stadio Şükrü Saraçoğlu di Istanbul: qui i tedeschi del Werder Brema vengono battuti per 2-1 ai tempi supplementari.
Gli ucraini giocano anche nella Supercoppa UEFA 2009, che va però al Barcellona. Altri traguardi notevoli sono il raggiungimento dei quarti nella UEFA Champions League 2010-2011: dopo aver vinto il girone davanti all'Arsenal (grazie a cinque vittorie ed una sola sconfitta, proprio in Inghilterra) gli ucraini eliminano la Roma negli ottavi, ma escono nel turno successivo dopo l'incontro col Barcellona poi campione. Lo stesso traguardo viene raggiunto anche nella Coppa delle Coppe 1983-1984, quando a vincere è il Porto, mentre in Europa League vengono raggiunte le semifinali in due altre occasioni: nel 2015-2016 e nel 2019-2020, quando ad andare avanti sono rispettivamente Siviglia e Inter.
Alla stagione 2024-2025 il club ha ottenuto le seguenti partecipazioni ai tornei internazionali:
| Categoria                                | Partecipazioni | Debutto   | Ultima stagione |
| ---------------------------------------- | -------------- | --------- | --------------- |
| Coppa dei Campioni/UEFA Champions League | 26             | 2000-2001 | 2024-2025       |
| Coppa delle Coppe                        | 4              | 1978-1979 | 1997-1998       |
| Supercoppa UEFA                          | 1              | 2009      | 2009            |
| Coppa UEFA/UEFA Europa League            | 22             | 1973-1974 | 2023-2024       |
| Coppa Intertoto                          | 1              | 1997      | 1997            |

### Statistiche individuali
Il giocatore con più presenze nelle competizioni europee è Darijo Srna a quota 137, mentre il miglior marcatore è Luiz Adriano con 32 gol.

### Statistiche di squadra
A livello internazionale la miglior vittoria è per 7-0, ottenuta contro il BATĖ Borisov nella fase a gruppi della UEFA Champions League 2014-2015, mentre anche la peggior sconfitta è per 7-0, subito contro il Bayern Monaco negli ottavi della stessa edizione.

## Tifoseria

### Rivalità
La rivalità principale è quella contro la Dinamo Kiev. La sfida tra le due compagini è conosciuta come "Derby d'Ucraina".
L'altra rivalità è con il Metalurh Donec'k, sebbene non sia sentita quanto quella con la Dinamo Kiev, la sfida registra sempre il tutto esaurito nel cosiddetto "Derby del Bacino del Donec".
In campo europeo molto sentite sono le sfide con l'Arsenal e il Barcellona.

## Organico

### Rosa 2025-2026
Rosa aggiornata all'8 agosto 2025.
| N. |                         | Ruolo | Calciatore      |
| -- | ----------------------- | ----- | --------------- |
| 2  | Burkina Faso (bandiera) | A     | Lassina Traoré  |
| 3  | Bolivia (bandiera)      | D     | Diego Arroyo    |
| 4  | Brasile (bandiera)      | D     | Marlon          |
| 5  | Ucraina (bandiera)      | D     | Valerij Bondar  |
| 6  | Brasile (bandiera)      | C     | Marlon Gomes    |
| 7  | Brasile (bandiera)      | A     | Eguinaldo       |
| 8  | Ucraina (bandiera)      | C     | Dmytro Kryskiv  |
| 9  | Ucraina (bandiera)      | A     | Mar"jan Šved    |
| 10 | Ucraina (bandiera)      | C     | Heorhij Sudakov |
| 13 | Brasile (bandiera)      | D     | Pedro Henrique  |
| 16 | Georgia (bandiera)      | D     | Irak'li Azarovi |
| 17 | Brasile (bandiera)      | D     | Vinícius Tobias |
| 18 | Tunisia (bandiera)      | D     | Alaa Ghram      |
| 19 | Brasile (bandiera)      | A     | Kauã Elias      |
| 20 | Ucraina (bandiera)      | C     | Anton Hluščenko |

| N. |                    | Ruolo | Calciatore         |
| -- | ------------------ | ----- | ------------------ |
| 21 | Ucraina (bandiera) | C     | Artem Bondarenko   |
| 22 | Ucraina (bandiera) | D     | Mykola Matvijenko  |
| 23 | Ucraina (bandiera) | P     | Kiril Fesjun       |
| 24 | Ucraina (bandiera) | C     | Viktor Cukanov     |
| 26 | Ucraina (bandiera) | D     | Juchym Konoplja    |
| 27 | Ucraina (bandiera) | C     | Oleh Očeret'ko     |
| 29 | Ucraina (bandiera) | C     | Jehor Nazaryna     |
| 30 | Brasile (bandiera) | A     | Alisson            |
| 31 | Ucraina (bandiera) | P     | Dmytro Riznyk      |
| 37 | Brasile (bandiera) | A     | Kevin              |
| 38 | Brasile (bandiera) | C     | Pedrinho           |
| 39 | Brasile (bandiera) | A     | Newerton           |
| 48 | Ucraina (bandiera) | P     | Denys Tvardovs'kyj |
| 74 | Ucraina (bandiera) | D     | Mar'jan Faryna     |